# Project Syndicate
Project Syndicate är en internationell mediaorganisation som publicerar och delar kommentarer och analyser om olika viktiga globala ämnen. Det är en ideell organisation som grundades 1995 och får bidrag från tidningar i utvecklade länder men även från bland annat Open Society Foundations (OSF), Politiken Foundation i Danmark, Zeit-Stiftung, Bill & Melinda Gates Foundation. Syftet är att främja mediafrihet och ökad tillgång till olika globala åsikter och yttranden.